# Sarah Ryan
Sarah Ryan (n. 20 februarie 1977, Adelaide, Australia de Sud, Australia) este o înotătoare australiană, medaliată olimpică. A participat la 3 ediții ale Jocurilor Olimpice (1996, 2000, 2004) în care a câștigat o medalie de aur și două medalii de argint.